# برنت برک
برنت برک (به انگلیسی: Brent Berk) (زادهٔ ۲۷ ژوئن ۱۹۴۹) شناگر اهل ایالات متحده آمریکا است.